# رونا مكدانييل
رونا رومني مكدانييل (بالإنجليزية: Ronna Romney McDaniel)‏ هي سياسية ومحللة إستراتيجية أمريكية من الحزب الجمهوري ولدت في يوم 20 مارس 1973 في أوستن في تكساس. هي زعيمة اللجنة الوطنية الجمهورية منذ يناير 2017. وهي ابنة أخ محافظ ميشيغان السابق جورج رومني وابن أخ السيناتور والمرشح الجمهوري السابق للرئاسة ميت رومني.